# Stéphane Rideau
Stéphane Rideau (Agen, 25 juli 1976) is een Frans filmacteur.
Rideau werd in 1993 ontdekt door André Téchiné tijdens een rugbymatch. Hij kon onmiddellijk meespelen in Les Roseaux sauvages aan de zijde van Gaël Morel en Élodie Bouchez. Voor deze rol kreeg hij een César-nominatie voor grootste mannelijke belofte. Het werd de start van een lange vriendschap en samenwerking met Morel en Bouchez. Morel laat hem meespelen in Premières neiges, een tv-film voor ARTE, in de korte film La vie à rebours en in de speelfilm À toute vitesse. Enkele maanden later krijgt hij van François Ozon de rol van David in de film Sitcom, waarin een scène voorkomt waarin Rideau optreedt in SM-kledij.
In 2000 kiest Sébastien Lifshitz hem voor de rol van Cédric in Presque rien samen met Jérémie Elkaïm. Het expliciete karakter van verschillende scènes met seksuele betrekkingen tussen de twee hoofdrolspelers, levert Rideau definitief het predicaat homo-icoon op, hoewel hij heteroseksueel is. Nadien verklaart hij geen rollen van homoseksueel meer te aanvaarden om niet als dusdanig gecatalogiseerd te worden. Door zijn sterk karakter, zijn natuurlijk spel en zijn "gueule" wordt hij soms beschouwd als de Franse Marlon Brando.

## Filmografie
- 2008: New wave
- 2004: Le Clan
- 2004: Dernière Cigarette (korte film)
- 2003: Le Cadeau d'Elena
- 2002: La merveilleuse odyssée de l'idiot Toboggan
- 2002: Les Pygmées de Carlo
- 2001: Le Ventre de Juliette
- 2001: Loin
- 2000: Presque rien
- 2000: Lokarri
- 1999: Premières neiges
- 1999: Les passagers
- 1998: Un silence coupable (in de reeks Un homme en colère)
- 1998: Beaucoup trop loin (korte film)
- 1998: Sitcom
- 1996: Ça ne se refuse pas
- 1996: Mauvais Genre
- 1996: À toute vitesse
- 1996: Drôle de jeu (in de reeks Le juge est une femme)
- 1996: La Passion du docteur Bergh
- 1996: Le Mensonge (in de reeks Verdict)
- 1995: Sixième classique
- 1995: Revivre
- 1995: Never Twice
- 1995: La vie à rebours (korte film)
- 1994: Le Banquet (korte film)
- 1994: Les Roseaux sauvages
- 1993: Le Chêne et le Roseau